# Pierre Lévy (dyplomata)
Pierre Lévy (ur. 5 sierpnia 1955) – francuski dyplomata, ambasador Francji w Polsce w latach 2016-2019. 
Jest absolwentem l’Ecole européenne des affaires, paryskiego Instytutu Studiów Politycznych, a także studiów ekonomicznych Uniwersytetu Paris IX Dauphine. W latach 2009–2013 był ambasadorem Francji w Czechach, wcześniej dyplomatą w Niemczech i w Singapurze. Pełnił różne funkcje we francuskim ministerstwie Spraw Zagranicznych - był m.in. dyrektorem ds. Unii Europejskiej (2013-2016).
Odznaczony Krzyżem Komandorskim Orderu Zasługi Rzeczypospolitej Polskiej (2023) krzyżem kawalerskim Orderu Narodowego Legii Honorowej (2012), krzyżem kawalerskim Orderu Narodowego Zasługi (2004) oraz krzyżem oficerskim monakijskiego Orderu Świętego Karola (2013).